# Stora recessionen

Tillväxt av BNP under 2009

Stora recessionen (engelska: Great Recession) är ett begrepp som syftar på den allmänna internationella ekonomiska nedgången i slutet av 2000-talets första decennium, i samband med den amerikanska Subprime-krisen och Finanskrisen 2007–2008.
Enligt IMF var nedgången den svåraste sedan andra världskriget. Enligt amerikanska National Bureau of Economic Research pågick recessionen under en 18-månadersperiod mellan december 2007 och juni 2009.

### Fotnoter
1. ↑  ”What’s a Global Recession?”. The Walstreet Journal. 22 april 2009. http://blogs.wsj.com/economics/2009/04/22/whats-a-global-recession/. Läst 4 januari 2015.
2. ↑  ”World Economic Outlook - April 2009: Crisis and Recovery” (PDF). Box 1.1 (sidan 11-14). IMF. 24 april 2009. http://www.imf.org/external/pubs/ft/weo/2009/01/pdf/text.pdf. Läst 4 januari 2015.
3. ↑  US Business Cycle Expansions and Contractions Arkiverad 25 september 2008 hämtat från the Wayback Machine., NBER, läst 4 januari 2015.